# Badminton ai XX Giochi del Commonwealth
I tornei di badminton dei XX Giochi del Commonwealth si sono disputati all'Emirates Arena di Glasgow, in Scozia, dal 24 luglio al 3 agosto 2014.

## Podi
| Evento              | Oro                                       | Argento                                           | Bronzo                                    |
| ------------------- | ----------------------------------------- | ------------------------------------------------- | ----------------------------------------- |
| Singolare maschile  | India Kashyap Parupalli                   | Singapore Derek Wong                              | India Gurusai Dutt                        |
| Singolare femminile | Canada Michelle Li                        | Scozia Kirsty Gilmour                             | India Pusarla Venkata Sindhu              |
| Doppio maschile     | Malaysia Tan Wee Kiong Goh V Shem         | Singapore Danny Bawa Chrisnanta Chayut Triyachart | Inghilterra Chris Langridge Peter Mills   |
| Doppio femminile    | Malaysia Vivian Hoo Kah Mun Woon Khe Wei  | India Jwala Gutta Ashwini Ponnappa                | Inghilterra Gabrielle Adcock Lauren Smith |
| Doppio misto        | Inghilterra Chris Adcock Gabrielle Adcock | Inghilterra Chris Langridge Heather Oliver        | Scozia Robert Blair Imogen Bankier        |
| Squadre miste       | Malaysia                                  | Inghilterra                                       | Singapore                                 |

## Medagliere
| Pos.   | Paese       |   |   |   | Totale |
| ------ | ----------- | - | - | - | ------ |
| 1      | Malaysia    | 3 | 0 | 0 | 3      |
| 2      | Inghilterra | 1 | 2 | 2 | 5      |
| 3      | India       | 1 | 1 | 2 | 4      |
| 4      | Canada      | 1 | 0 | 0 | 1      |
| 5      | Singapore   | 0 | 2 | 1 | 3      |
| 6      | Scozia      | 0 | 1 | 1 | 2      |
| Totale | Totale      | 6 | 6 | 6 | 18     |